# Acre-pé
Um acre-pé é uma unidade de volume usada nos Estados Unidos como referência aos recursos de água de grande potência, como os depósitos, aquedutos, canais, capacidade de fluxo de esgoto, e fluxo dos rios.

## Definição
Define-se como o volume de um acre de área, a uma profundidade de um pé de comprimento. Como a área de um acre se define como 66 pés por 660 pés (uma corrente por um furlong), então o volume de um acre-pé é exatamente igual a 43.560 pés cúbicos. Além do mais, um acre-pé contém 325,850 galões americanos ou 271.328,07259591 galões imperiais ou, ainda, 1.233,4818375475 kl (ou m³).

## Equivalências
Um acre-pé equivale a:
- ≈ 326.000 galões americanos

- 75.271.680 polegadas cúbicas
- 43.560 pés cúbicos
- 1.613,3333333333 jardas cúbicas
- 0,00000029592803030303 milhas cúbicas
- 1.233,4818375475 metros cúbicos